# Shahrestān-e Qīr va Kārzīn
Shahrestān-e Qīr va Kārzīn (persiska: شهرستان قير و کارزين, قير و کارزين) är en delprovins (shahrestan) i Iran.   Den ligger i provinsen Fars, i den centrala delen av landet, 800 km söder om huvudstaden Teheran.
Delprovinsen hade 71 203 invånare 2016.